# Sheila Hancock
Dame Sheila Cameron Hancock (Blackgang, 22 febbraio 1933) è un'attrice britannica, nota soprattutto per il suo lavoro nel teatro musicale nel West End londinese.

## Carriera
Inizia a studiare recitazione alla Dartford Grammar School e poi alla Royal Academy of Dramatic Arts di Londra. Lavora come attrice fin dal 1960, soprattutto in film cinema e televisivi. Nel 1980 recita nel ruolo di Mrs. Lovett nella prima produzione londinese del musical di Stephen Sondheim Sweeney Todd, al fianco di Denis Quilley. Nel 2006 interpreta Fraulein Schneider nel revival londinese del musical Cabaret, per il quale ottiene il Laurence Olivier Award alla miglior attrice non protagonista in un musical. Nel 2008 interpreta la Madre superiora nella prima produzione del musical Sister Act, per il quale viene nuovamente nominata al Laurence Olivier.

## Vita privata
In una tournée conobbe Alec Ross che sposò nel 1955 e del quale rimase vedova nel 1971; dalla coppia nacque Melanie Ross nel 1964, che l'ha resa nonna nel 1995.
Sheila si risposò con John Thaw nel 1973 e dalla coppia nacque Joanna Thaw, che l'ha resa nonna di due nipoti, nati nel 2004 e 2007. Il matrimonio terminò nel 2002 con la morte di Thaw.

## Filmografia parziale

### Cinema
- La doppia vita di Dan Craig (Night Must Fall), regia di Karel Reisz (1964)
- Giallo a Creta (The Moon-Spinners), regia di James Neilson (1964)
- Ehi Cesare, vai da Cleopatra? Hai chiuso... (Carry On Cleo), regia di Gerald Thomas (1964)
- Come ho vinto la guerra (I Won the War), regia di Richard Lester (1967)
- L'anniversario (The Anniversary), regia di Roy Ward Baker (1968)
- Buster, regia di David Green (1988)
- Tre scapoli e una bimba (3 Men and a Little Lady), regia di Emile Ardolino (1990)
- Il sogno di Kate (A Business Affair), regia di Charlotte Brandstrom (1994)
- Amore e morte a Long Island (Love and Death on Long Island), regia di Richard Kwietniowski (1997)
- Alice nel Paese delle Meraviglie (Alice in Wonderland), regia di Nick Willing (1999)
- Prima che arrivi l'alba (Hold Back the Night), regia di Phil Davis (1999)
- Yes, regia di Sally Potter (2004)
- Il bambino con il pigiama a righe (The Boy in the Striped Pyjamas), regia di Mark Herman (2008)
- Edie, regia di Simon Hunter (2017)

### Televisione
- Doctor Who – serie TV, 3 episodi (1988)
- EastEnders – serial TV, 3 puntate (2000-2001)
- New Tricks - Nuove tracce per vecchie volpi (New Tricks) – serie TV, 4 episodi (2007-2011)
- Hustle - I signori della truffa (Hustle) – serie TV, 1 episodio (2012)
- Casualty – serie TV, 1 episodio (2016)
- Il giovane ispettore Morse (Endeavour) – serie TV, episodio 4x04 (2017)
- A Discovery of Witches - Il manoscritto delle streghe (A Discovery of Witches) – serie TV, 5 episodi (2021)

## Teatro (parziale)
- Entertaining Mr Sloane di Joe Orton. Lyceum Theatre di Broadway (1965)
- Un equilibrio delicato di Edward Albee. Aldwych Theatre di Londra (1969)
- All Over di Edward Albee. Aldwych Theatre di Londra (1972)
- Il profondo mare azzurro di Terence Rattigan. Ashcroft Theatre di Croydon, Cambridge Arts di Cambridge (1977)
- Annie di Charles Strouse e Martin Charnin. Victoria Palace Theatre di Londra (1978)
- Sweeney Todd: The Demon Barber of Fleet Street di Stephen Sondheim e Hugh Wheeler. Theatre Royal Drury Lane di Londra (1980)
- I due gentiluomini di Verona di William Shakespeare. Royal Shakespeare Theatre di Stratford-upon-Avon (1981)
- Il racconto d'inverno di William Shakespeare. Royal Shakespeare Theatre di Stratford-upon-Avon (1981)
- Tito Andronico di William Shakespeare. Royal Shakespeare Theatre di Stratford-upon-Avon (1981)
- Peter e Wendy di J. M. Barrie. Barbican Centre di Londra (1982)
- Il vero ispettore Hound di Tom Stoppard. National Theatre di Londra (1985), Teatro dell'Odéon di Parigi, Blackstone Theatre di Chicago (1986)
- La duchessa di Amalfi di John Webster. National Theatre di Londra (1985), Blackstone Theatre di Chicago (1986)
- Il giardino dei ciliegi di Anton Čechov. National Theatre di Londra (1985), Blackstone Theatre di Chicago (1985)
- Oliver! di Lionel Bart. Tour britannico (1991)
- La via del mondo di William Congreve. Lyric Theatre di Londra (1992)
- Gypsy: A Musical Fable di Stephen Sondheim, Arthur Laurents e Jule Styne.  West Yorkshire Playhouse di Leeds (1993)
- Cabaret di Joe Masteroff, John Kander e Fred Ebb. Lyric Theatre di Londra (2006)
- Sister Act di Alan Menken, Cheri e Bill Steinkellner, Douglas Carter Beane e Glenn Slater. London Palladium di Londra (2009)
- Grey Gardens di Doug Wright, Scott Frankel e Michael Korie. Southwark Playhouse di Londra (2016)
- Harold et Maude di Colin Higgins. Charing Cross Theatre di Londra (2018)

## Riconoscimenti
- BAFTA
  - 2002 – Candidatura per la miglior attrice per The Russian Bride
  - 2003 – Candidatura per la miglior attrice per Bedtime
- Premio Laurence Olivier
  - 1978 – Candidatura per la miglior performance comica per Annie
  - 1980 – Candidatura per la migliore attrice in un musical per Sweeney Todd
  - 1982 – Candidatura per la miglior attrice non protagonista per Il racconto d'inverno
  - 2006 – Miglior performance in un ruolo non protagonista in un musical per Cabaret
  - 2010 – Candidatura per la miglior performance in un ruolo non protagonista in un musical per Sister Act
- Tony Award
  - 1966 – Candidatura per la miglior attrice protagonista in un'opera teatrale per Entertaining Mr Sloane

## Doppiatrici italiane
Nelle versioni in italiano, Sheila Hancock è stata doppiata da:
- Dhia Cristiani in Giallo a Creta
- Marzia Ubaldi in Il bambino con il pigiama a righe
- Graziella Polesinanti in A Discovery of Witches - Il manoscritto delle streghe
- Ludovica Marineo in Edie
- Germana Dominici in Tre scapoli e una bimba